# Birgit Collin-Langen
Birgit Collin-Langen, née le 4 septembre 1956 à Trèves, est une femme politique allemande. Membre de l'Union chrétienne-démocrate d'Allemagne (CDU), elle est députée européenne de 2012 à 2019.